# Демерджи-яйла
Демерджи́-яйла́ (укр. Демерджі-яйла, крымскотат. Demirci yayla) — горный массив (яйла) Главной гряды Крымских гор в Алуштинском регионе Крыма.

## Топонимика

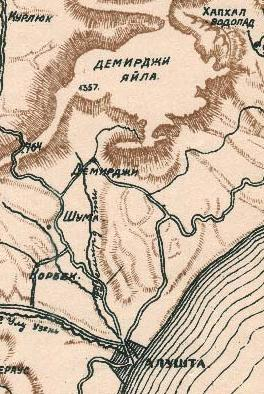
Демерджи-Яйла на карте 1924 года

Название «Демерджи» (крымскотат. demirci) в переводе с крымскотатарского означает «кузнец». В Средние века греки называли гору Фуна — «дымящаяся». Это название осталось за крепостью у подножия горы.
Демерджи-яйла принадлежит к Главной гряде Крымских гор. Расположена южнее Долгоруковской яйлы (она же Субаткан-яйла), недалеко от города Алушта. У подножия горы расположено село Лучистое, ранее также называвшееся Демерджи и переименованное в 1944 году после депортации крымских татар. Вершины — Северная Демерджи (1356 м) и Южная Демерджи (1239 м).

## Геология
В отличие от других крымских яйл, Демерджи сложена не только из известняка, а имеет многочисленные вкрапления гальки и валунов твёрдых пород, схваченные известняковым «цементом». Вода просачивается с поверхности в глубь породы, реагирует с углекислым газом, который содержится в почве, и приобретает свойства слабой кислоты, которая разъедает породу. Под влиянием такой воды и выветривания известняк разрушается, оставляя «скульптуры» из самых твёрдых пород. Это «пальцы» — колонны, «грибы» — колонны с «крышками» и многое другое. Самая большая из них пятиметровой ширины и высотой почти 25 метров.
Наиболее известное место их скопления — «Долина привидений». Когда по Демерджи ползут облака, время от времени взору открываются загадочные силуэты, которые через мгновения исчезают.
На склонах Южной Демерджи располагаются причудливые нагромождения из выходов горных пород — Долина привидений. Также здесь находится скала Хой-Кая, названная российскими переселенцами Голова Екатерины, хорошо различимая с трассы Симферополь — Ялта.

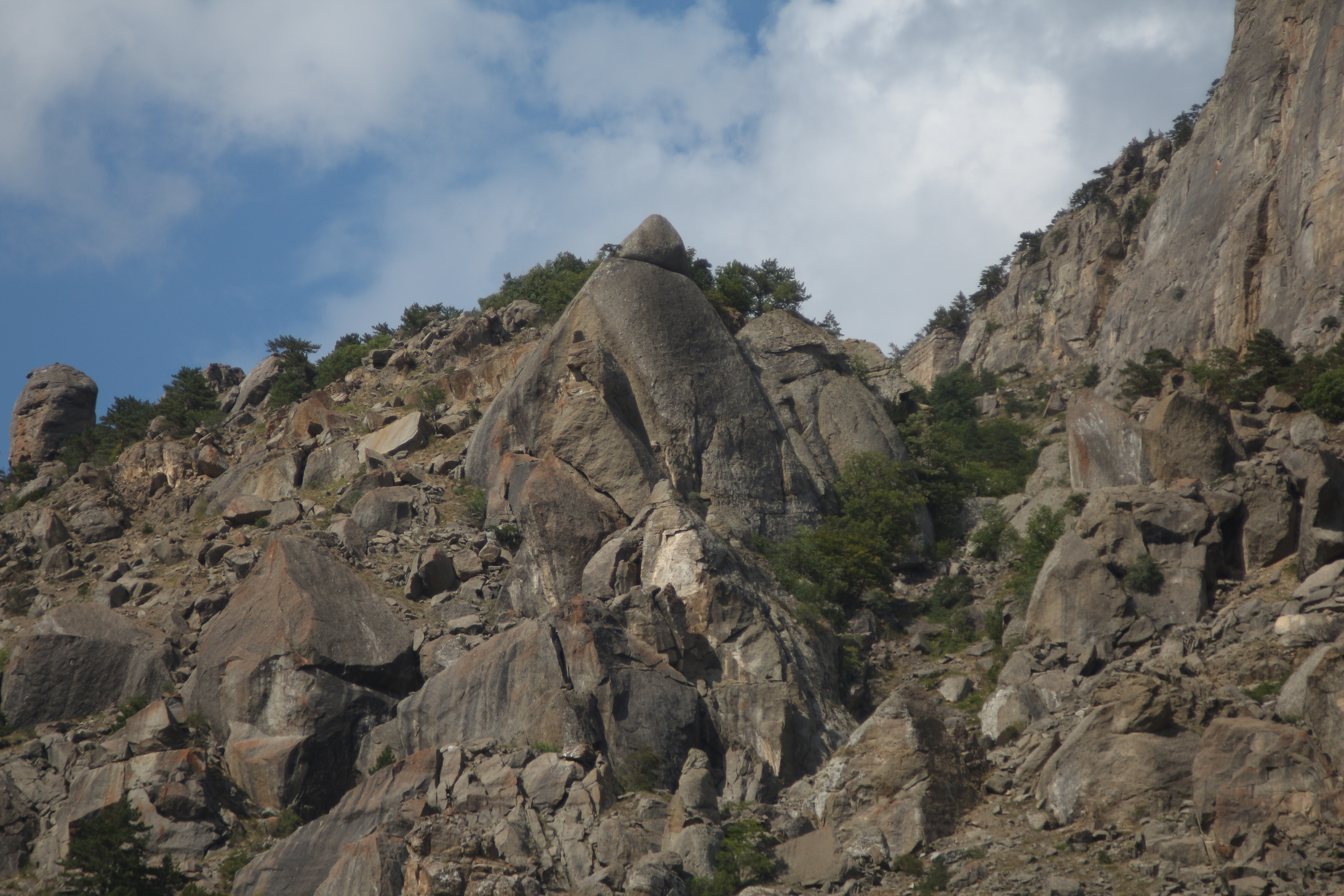
Морской слон

## Галерея

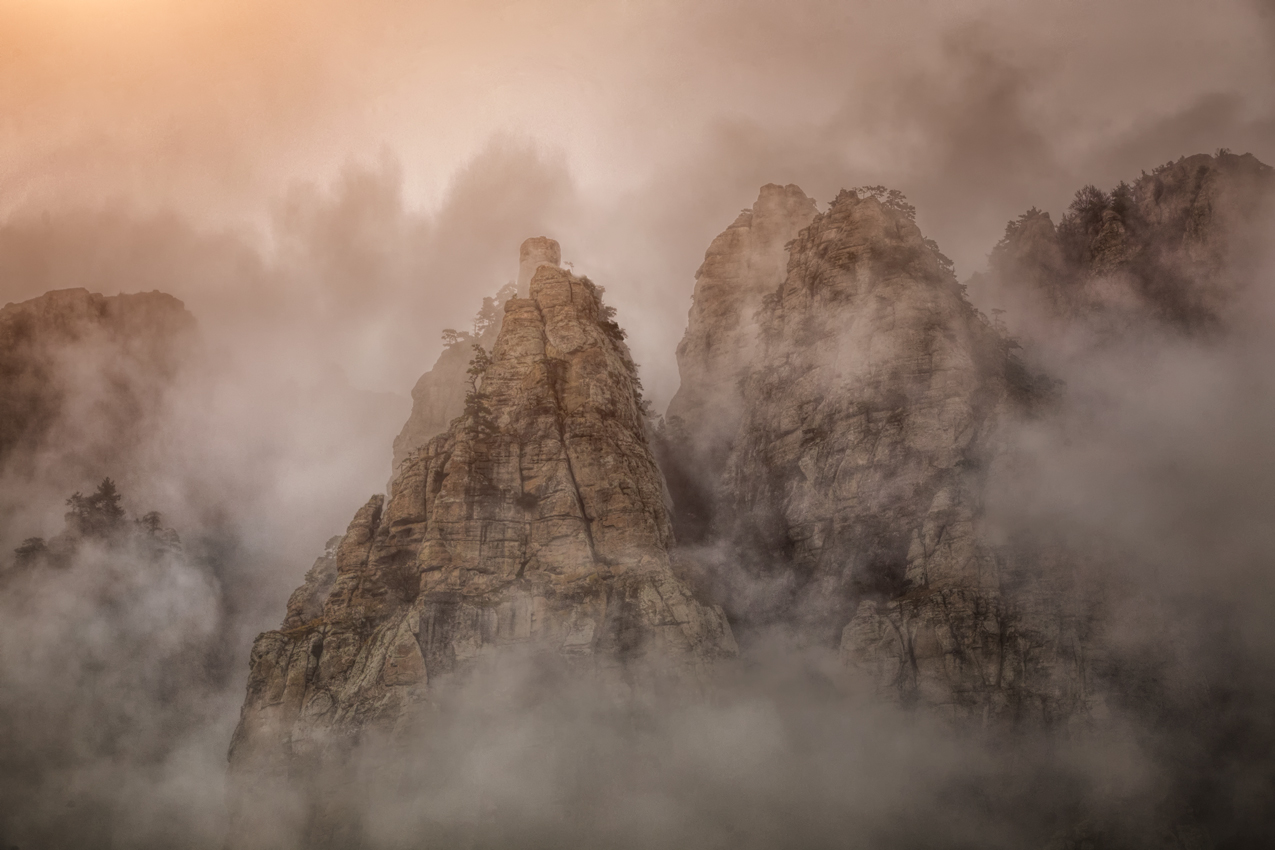
Туманы Демерджи
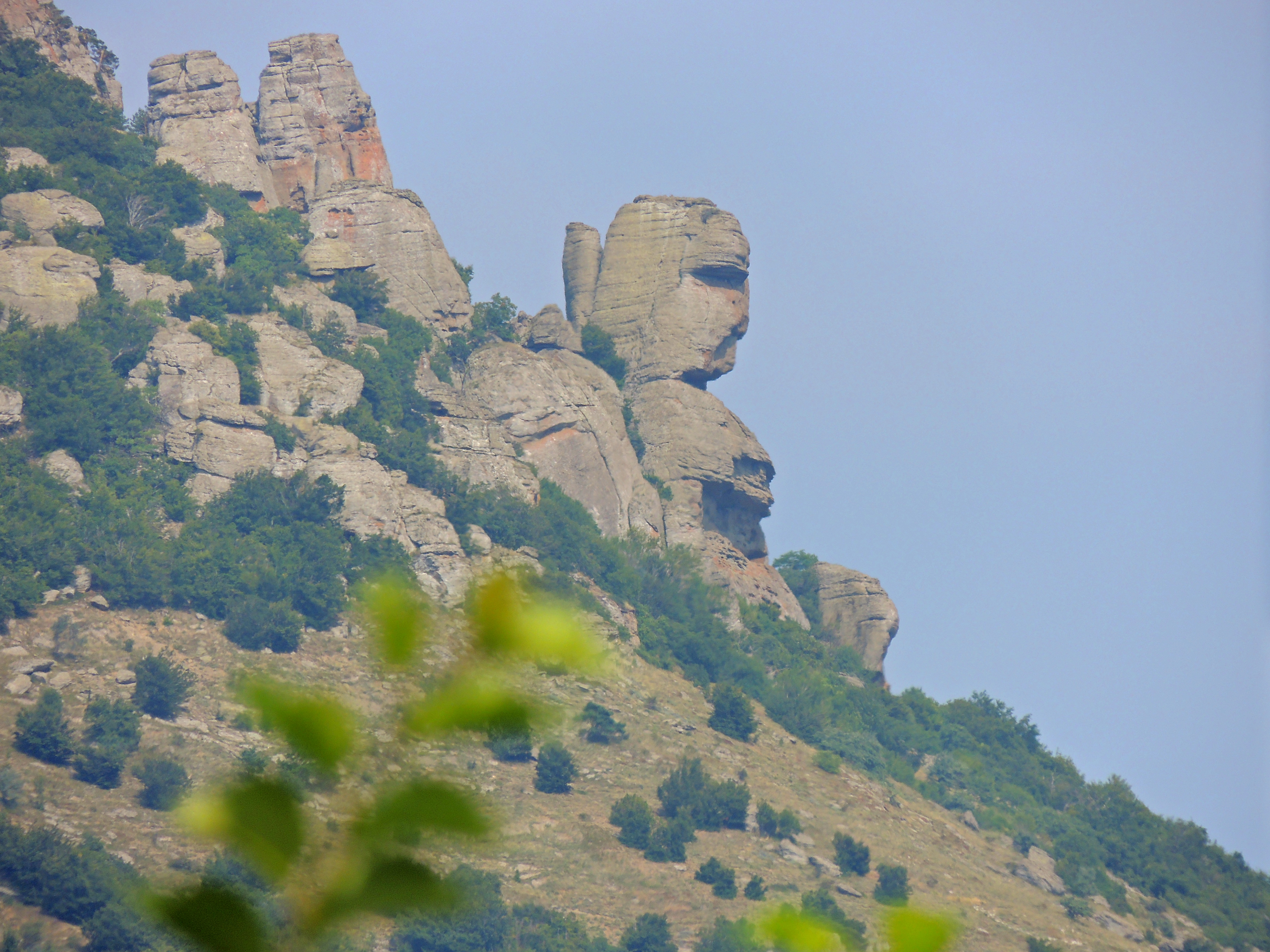
Голова Екатерины
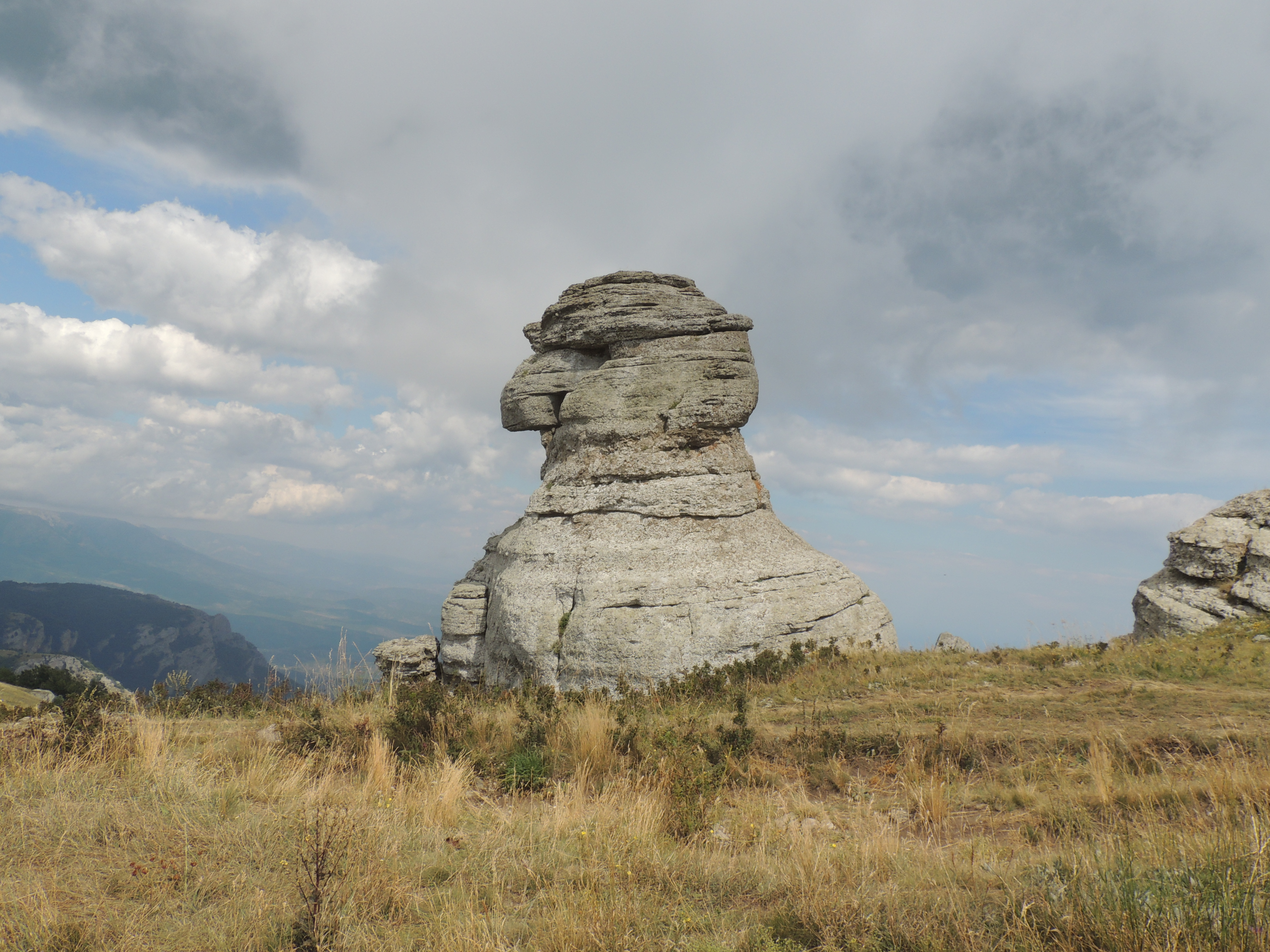
«Сфинкс» на вершине Демерджи
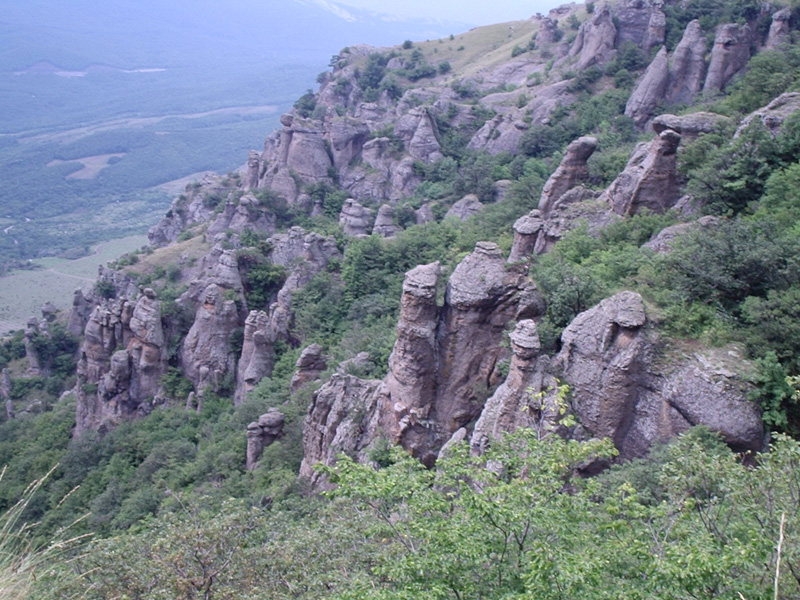
Долина привидений
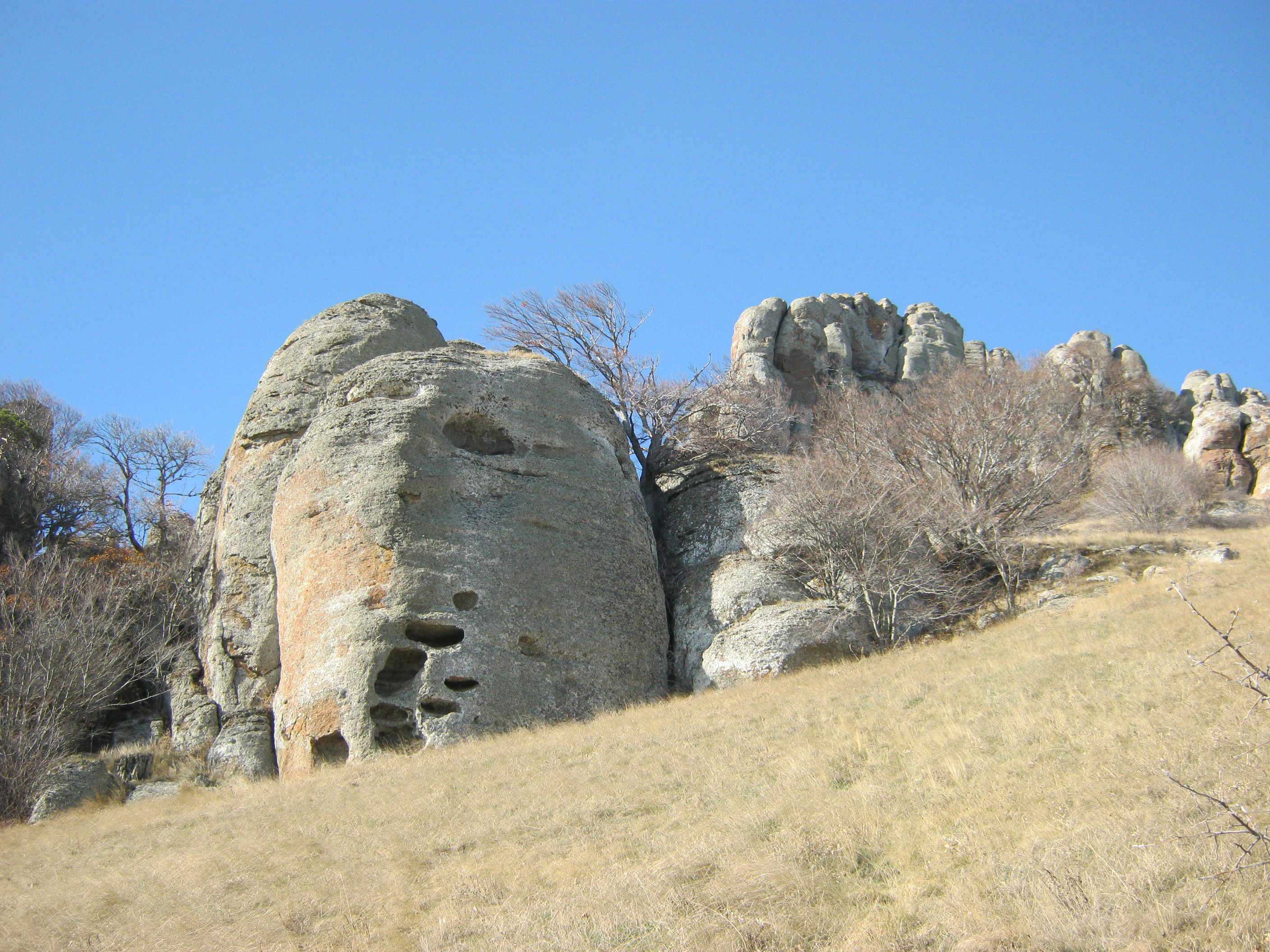
Фигуры выветривания на Южном Демерджи
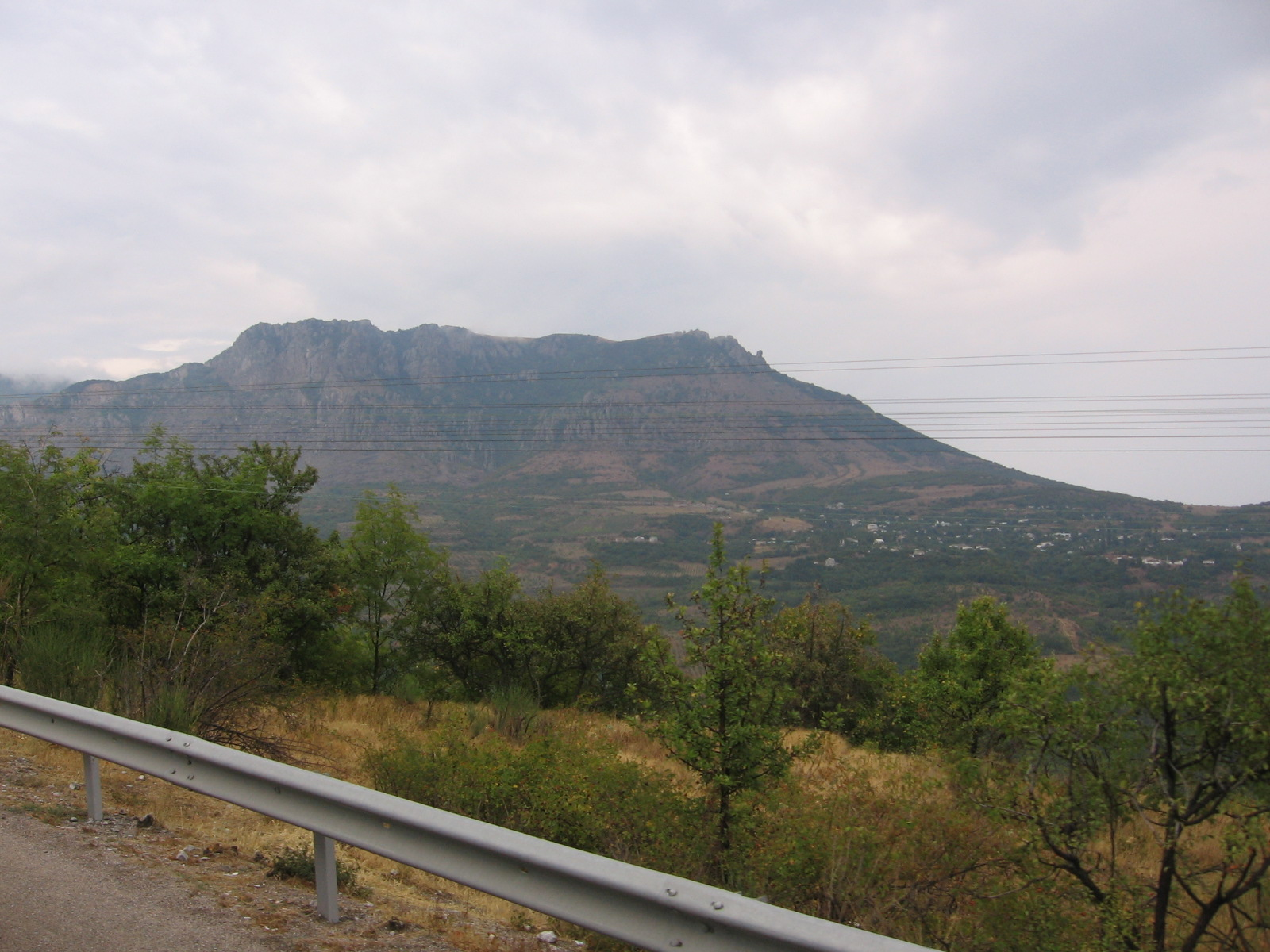
Южная Демерджи с трассы. В правой части горы — Голова Екатерины, у подножия — село Лучистое.
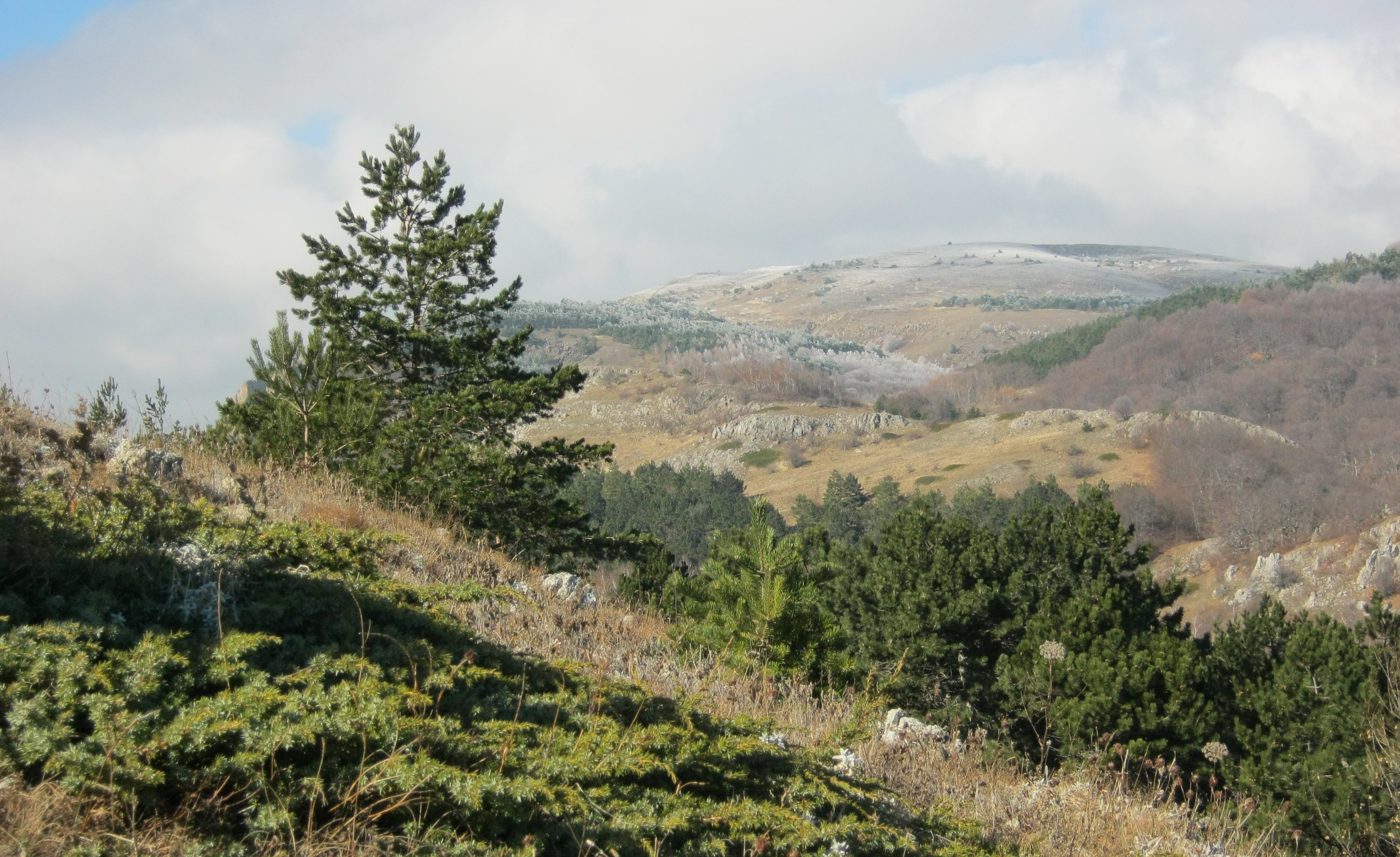
Вид с юга на Северное Демерджи